# 134-й меридіан західної довготи
134-й меридіан західної довготи — лінія довготи, що лежить на 134 градуси західніше Гринвіцького меридіана. Вона проходить від Північного полюса через Північний Льодовитий океан, Північну Америку, Тихий океан, Південний океан та Антарктиду до Південного полюса.
134-й меридіан західної довготи формує велике коло разом із 46-тим меридіаном східної довготи.

## Список географічних об'єктів, що перетинає 134° зх. д.
Починаючи на Північному полюсі та рухаючись до Південного полюса, 134-й меридіан західної довготи проходить через:
| Координати                                                   | Країна, територія або море | Примітки |
| ------------------------------------------------------------ | -------------------------- | --- |
| 90°0′ пн. ш. 134°0′ зх. д. / 90.000° пн. ш. 134.000° зх. д.  | Північний Льодовитий океан | |
| 74°41′ пн. ш. 134°0′ зх. д. / 74.683° пн. ш. 134.000° зх. д. | Море Бофорта               | |
| 69°32′ пн. ш. 134°0′ зх. д. / 69.533° пн. ш. 134.000° зх. д. | Канада                     | Північно-Західні території — проходить через острів Річардс[en] і материк Юкон — приблизно на 2 км Північно-Західні території — приблизно на 8 км Юкон Британська Колумбія |
| 58°47′ пн. ш. 134°0′ зх. д. / 58.783° пн. ш. 134.000° зх. д. | США                        | Аляска — проходить через Південно-Східну Аляску і острів Адміралтейський                                                                                                   |
| 57°19′ пн. ш. 134°0′ зх. д. / 57.317° пн. ш. 134.000° зх. д. | Протока Фредерік[en]       | |
| 57°4′ пн. ш. 134°0′ зх. д. / 57.067° пн. ш. 134.000° зх. д.  | США                        | Аляска — проходить через острови Купреянова і Кую |
| 56°5′ пн. ш. 134°0′ зх. д. / 56.083° пн. ш. 134.000° зх. д.  | Тихий океан                | Проходить між островами Коронейшн[en] і Уоррен[en], Аляска, США Проходить західніше острова Ноєс[en], Аляска, США                                                          |
| 60°0′ пд. ш. 134°0′ зх. д. / 60.000° пд. ш. 134.000° зх. д.  | Південний океан            | |
| 74°29′ пд. ш. 134°0′ зх. д. / 74.483° пд. ш. 134.000° зх. д. | Антарктида                 | Проходить через Землю Мері Берд, на яку жодна країна не претендує |